# Bondeno di Roncore
Bondeno di Roncòre è una località nel comune di Reggiolo, ora Bondanazzo, in provincia di Reggio Emilia, ove morì la grancontessa Matilde di Canossa il 24 luglio 1115.

## Storia
Per lungo tempo si credette che il Bondeno dove morì Matilde fosse Bondeno di Gonzaga, l'antico Bondeno degli Arduini ora in provincia di Mantova. Studi recenti lo hanno invece collocato in questa località del reggiano, che dista pochi chilometri dall'altra.

Il paese di allora, che era anche sede parrocchiale, venne poi lentamente abbandonato, anche a causa dello spostamento dell'alveo del Po, e prese il nome prima di Bondeno Vecchio, poi di Bondanazzo, in latino Bondanacium: il suffisso -acium sta proprio a significare un luogo abbandonato e degradato.

Oggi di questa località, che vide anche il soggiorno di Matilde e Gregorio VII pochi giorni dopo il celeberrimo incontro di Canossa, resta una semplice corte agricola ristrutturata nel XVIII e poi nel XIX secolo, detta appunto Bondanazzo.

Rex rogat abbatem / Mathildim supplicat atque.
Miniatura del codice originale della Vita Mathildis di Donizone di Canossa (sec. XII). Biblioteca apostolica vaticana, Cod. Vat. lat. 4922 (1115).